# Clare Goodwin
Clare Goodwin (* 2. April 1973 in Solihull, Birmingham) ist eine britische Malerin und Installationskünstlerin. Sie lebt und arbeitet in Zürich.

## Leben und Werk
Von 1993 bis 1996 studierte Goodwin an der Winchester School of Art, von 1996 bis 1998 am Royal College of Art London, an dem sie mit dem Master of Arts in Malerei abschloss. Seit 2000 lebt sie in der Schweiz, zunächst im Wallis, ab 2001 in Zürich.
Goodwin ist bekannt für ihre hard edge Malereien, großformatigen Wandarbeiten, Collagen, Objektmöbel und Keramiken sowie Arbeiten auf Papier, die an der Grenze zwischen Abstraktion und Figuration stehen. Ihre Arbeiten sind von geometrischen Elementen wie Linien, Kreisen und Kurven bestimmt, wobei sie auch narrative Aspekte in ihre ungegenständliche Sprache einbezieht. Neben ihrer eigenen künstlerischen Arbeit ist sie regelmäßig als Künstler-Kuratorin tätig. Sie ist Initiantin und Mitbetreiberin des Kunstraums StudioK3.

## Einzelausstellungen
- 2005: Hidden Heat, StaubKohler Gallery, Zürich
- 2006: TV Shop Un-Plugged, Message Salon, Zürich
- 2009: Künstlerverein Malkasten, Düsseldorf
- 2009: UBR Galerie, Salzburg
- 2009: Still Lived, Rotwand Gallery, Zürich
- 2011: Kiss on the Blue, Rotwand Gallery, Zürich
- 2012: Kunsthalle Winterthur CH (mit Conrad Ventur und Mircea Nicolae)
- 2013: Unforced Errors, CGP London
- 2014: Bradford’s Jolly, Christinger De Mayo Gallery, Zürich
- 2014: Broken Parallels, Karin Sachs Gallery, München
- 2016: Constructive Nostalgia, Kunsthaus Pasquart, Biel
- 2017: Whispering Widows, Lullin+Ferrari Gallery, Zürich
- 2018: Frisch Nr VIII, Doppelausstellung mit Martina von Meyenburg, Visarte Zürich
- 2019: Wall Paintings, Last Tango, Zürich
- 2020: Sottovoce, Haus der Kunst St. Josef, Solothurn
- 2020: Didn’t I tell you, I think I did, Lullin+Ferrari Gallery, Zürich
- 2023: Flash, Tony Wuethrich Galerie, Basel[1]

## Gruppenausstellungen
Seit 2004 Beteiligung an zahlreichen Gruppenausstellungen in Großbritannien, der Schweiz, Tschechien, den Niederlanden, Brasilien und Deutschland.

## Kuratorische Projekte
- 2002–2014: K3 Project Space, Zürich
- 2014: The Museum of the Unwanted, Kolinplatz Kunstraum, Zug
- 2014: Say it in Words, Coleman Project Space, London
- 2015: Distressed Geometry, Kunstraum Baden
- 2015: The Museum of the Unwanted, Kunstmuseum Olten
- 2017: The Museum of the Unwanted, Waldhuus Zürich
- The Art Student as Curator, Lowenbrau Zürich
- 2018: Gen Music Best, Kunst Szene: Zürich, Zürich
- 2020: The curated Art Cabinet by Studiok3, Zentralwäscherei Zürich
- 2020–2021: The curated Art Cabinet by Studiok3, Kunstmuseum Olten
- 2022: Stillscape, Art Space Eck, Aarau (with Sandi Paucic)

## Publikationen
- Collection Cahiers d’Artistes 2010. Clare Goodwin, Hrsg. Pro Helvetia, Editioni Periferia, 2010
- The Museum of Unwanted 1. Zug. An Artist curated project by Clare Goodwin, Kunstraum Kolin21, Zug. Vexer Verlag, St. Gallen/Berlin 2015
- The Museum of Unwanted 2. Olten. An Artist curated project by Clare Goodwin, Kunstmuseum Olten. Vexer Verlag, 2015
- Constructive Nostalgia. Hrsg. CentrePasquArt Biel/Bienne, Verlag für Moderne Kunst, 2016